# Oxford Plains Speedway
Oxford Plains Speedway est un circuit de course automobile ovale de 3/8 de mille (536m) présentant des courses de type stock-car situé à Oxford, dans le Maine, aux États-Unis.
En fonctionnement depuis 1950, ses estrades peuvent accueillir plus de 14 000 spectateurs, ce qui en fait le complexe sportif de la plus grande capacité d'accueil de tout l'État du Maine.

## Histoire
Oxford Plains Speedway présente chaque année depuis 1974 le Oxford 250, rebaptisé TD Bank 250, du nom de son commanditaire principal depuis quelques années, une épreuve de 250 tours, l'une des plus prestigieuses courses de stock-car sur courte piste asphaltée en Amérique du Nord. Plusieurs grands noms de la NASCAR ont déjà participé au Oxford 250, dont Kyle Busch, vainqueur en 2011, Kevin Harvick, vainqueur en 2008, Matt Kenseth, Rusty Wallace, Brad Keselowski, Denny Hamlin et Kurt Busch. Chaque année, près de 100 pilotes tentent de se qualifier pour la quarantaine de places disponibles sur la grille de départ. De 1993 à 1995, la course fut remportée par des pilotes canadiens; Junior Hanley (1993), Derek Lynch (1994) et Dave Whitlock (1995). Un premier Canadien avait remporté l'épreuve en 1977, l'Ontarien Don Biederman. Aucun pilote québécois n'a encore remporté cette course. Les meilleurs résultats sont ceux de Patrick Laperle, 2e en 2009, et Claude Leclerc, 3e en 1983.
En plus de championnats locaux, la piste présente aussi des courses de la série PASS North.
Le site a accueilli le festival Monsters of Rock en 1988, mettant en vedette les groupes Van Halen, Scorpions, Metallica, Dokken et Kingdom Come. Le groupe The Grateful Dead s'est aussi produit au Oxford Plains Speedway la même année.

## Vainqueurs du Oxford 250
- 2015 Glen Luce
- 2014 Travis Benjamin
- 2013 Travis Benjamin
- 2012 Joey Polewarczyk, Jr.
- 2011 Kyle Busch
- 2010 Eddie MacDonald
- 2009 Eddie MacDonald
- 2008 Kevin Harvick
- 2007 Roger Brown
- 2006 Jeremie Whorff
- 2005 Mike Rowe
- 2004 Ben Rowe
- 2003 Ben Rowe
- 2002 Scott Robbins
- 2001 Gary Drew
- 2000 Ralph Nason
- 1999 Ralph Nason
- 1998 Ralph Nason
- 1997 Mike Rowe
- 1996 Larry Gelinas
- 1995 Dave Whitlock
- 1994 Derek Lynch
- 1993 Junior Hanley
- 1992 Dave Dion
- 1991 Ricky Craven
- 1990 Chuck Brown
- 1989 Jamie Aube
- 1988 Dick McCabe
- 1987 Jamie Aube
- 1986 Chuck Brown
- 1985 Dave Dion
- 1984 Mike Rowe
- 1983 Tommy Ellis
- 1982 Mike Barry
- 1981 Geoff Bodine
- 1980 Geoff Bodine
- 1979 Tom Rosati
- 1978 Bob Pressley
- 1977 Don Biederman
- 1976 Butch Lindley
- 1975 Dave Dion
- 1974 Joey Kourafas

## Performance des pilotes québécois au Oxford 250
1974
- Jean-Paul Cabana 9e
- Paul Hamel 14e

1975
- Langis Caron 8e
- Jean-Paul Cabana 14e
- Guy Leclerc 15e
- Claude Aubin 17e

1976
- Jean-Paul Cabana 12e

1977
- Jean-Paul Cabana 13e
- Jean-Paul Larose 19e
- André Beaudoin 23e
- Langis Caron 25e

1978
- Claude Aubin 9e
- Langis Caron 12e

1979
- Langis Caron 34e

1980
- Langis Caron 7e
- Claude Leclerc 10e
- Jean-Paul Cabana 20e

1981
- Langis Caron 6e
- Roger Laperle 14e
- Claude Leclerc 21e
- Jean-Paul Cabana 24e

1982
- Claude Leclerc 16e
- Claude Aubin 31e

1983
- Claude Leclerc 3e
- Roger Laperle 11e
- Jean-Paul Cabana 19e
- Jean-Paul Larose 25e
- Langis Caron 38e

1984
- Jean-Paul Cabana 5e
- Claude Leclerc 20e
- Jean-Paul Larose 26e

1985
- Claude Leclerc 17e
- Roger Laperle 22e
- Yvon Bédard 25e
- Daniel Grenier 31e

1986
- Claude Leclerc 11e

1987
- Yvon Bédard 40e

1989
- Roger Laperle 36e

1993
- Donald Forte 25e
- Léo Poirier 29e
- Claude Leclerc 40e

1994
- Sylvain Métivier 11e
- Roger Laperle 13e
- Donald Forte 36e
- Léo Poirier 41e

1995
- Yvon Bédard 29e
- Donald Theetge 31e
- Claude Leclerc 33e
- Roger Laperle 34e

1996
- Yvon Bédard 19e

2003
- Patrick Laperle 13e

2004
- Patrick Laperle 9e

2005
- Patrick Laperle 19e

2006
- Patrick Laperle 21e

2007
- Karl Allard 14e

2008
- Karl Allard 21e
- Patrick Laperle 35e

2009
- Patrick Laperle 2e
- Karl Allard 17e
- Donald Theetge 37e

2010
- Patrick Laperle 7e
- Karl Allard 20e

2011
- Patrick Laperle 24e

2012
- Patrick Laperle 7e

2013
- Martin Latulippe 28e
- Kevin Roberge 33e
- Marc-André Cliche 38e

2015
- Raphaël Lessard 23e